# Black Hornet Nano
Black Hornet Nano (укр. Чорний шершень нано) — військовий безпілотний мікро літальний апарат розроблений установою Prox Dynamics в Норвегії. Перебуває на озброєнні армії Великої Британії.
Розміри апарату приблизно 10×2.5 см, і він призначається для супроводження військ для розвідки локальної ситуації. «Чорний шершень» поміщається у долоню і важить разом з батареєю лише трохи більше ніж 16 грамів. Вбудована камера дозволяє оператору отримувати повноцінне відео і фотографії. Він був розроблений в рамках контракту з виготовлення 160 апаратів, кошторисом у 20 мільйонів фунтів з компанією Marlborough Communications Ltd.
До комплекту входить два вертольоти. Поки один літає, інший встигає зарядити акумулятори.

## Історія застосування
Цей літальний апарат використовувала Бригада розвідки Збройних Сил Великої Британії в Кемп Бастіон в Афганістані. Під час операції «Herrick», апарати передавали відео- і фото з передової та території ворога для реєстрації і згодом поверталися до оператора.
Розроблений, щоб мімікрувати в оточенні з каламутно-сірими стінами в Афганістані, він був використаний, щоб зазирнути за кути або через стіни й інші перешкоди для виявлення будь-яких прихованих небезпек і виявити ворожі позиції. Зображення передається і відображається на невеликому портативному терміналі, який використовується оператором для управління БпЛА.
Станом на 25 жовтня 2013 року британська армія експлуатує 324 «чорних шершнів».
У 2018 році армія США придбала 60 безпілотників Hornet 3,  а у 2022 році - ще 300.  невідома кількість безпілотників Hornet 3 з них призначені для України.

### В російсько-українській війні
24 серпня 2022 року британське агентство новин «Рейтер» з посиланням на міністерство оборони Норвегії повідомило, що Норвегія та Велика Британія постачатимуть Україні 850 одиниць мікро-БпЛА Teledyne Flir Black Hornet в рамках допомоги у війні з Росією. Black Hornet Nano використовувалася бійцями ГУР МО у своїх операціях.
Разом з тим, проєкт російського крихітного дрона «Вектор-75», який покликаний протистояти Black Hornet, що використовується у ЗС України, виявився китайським винаходом від компанії IDM.

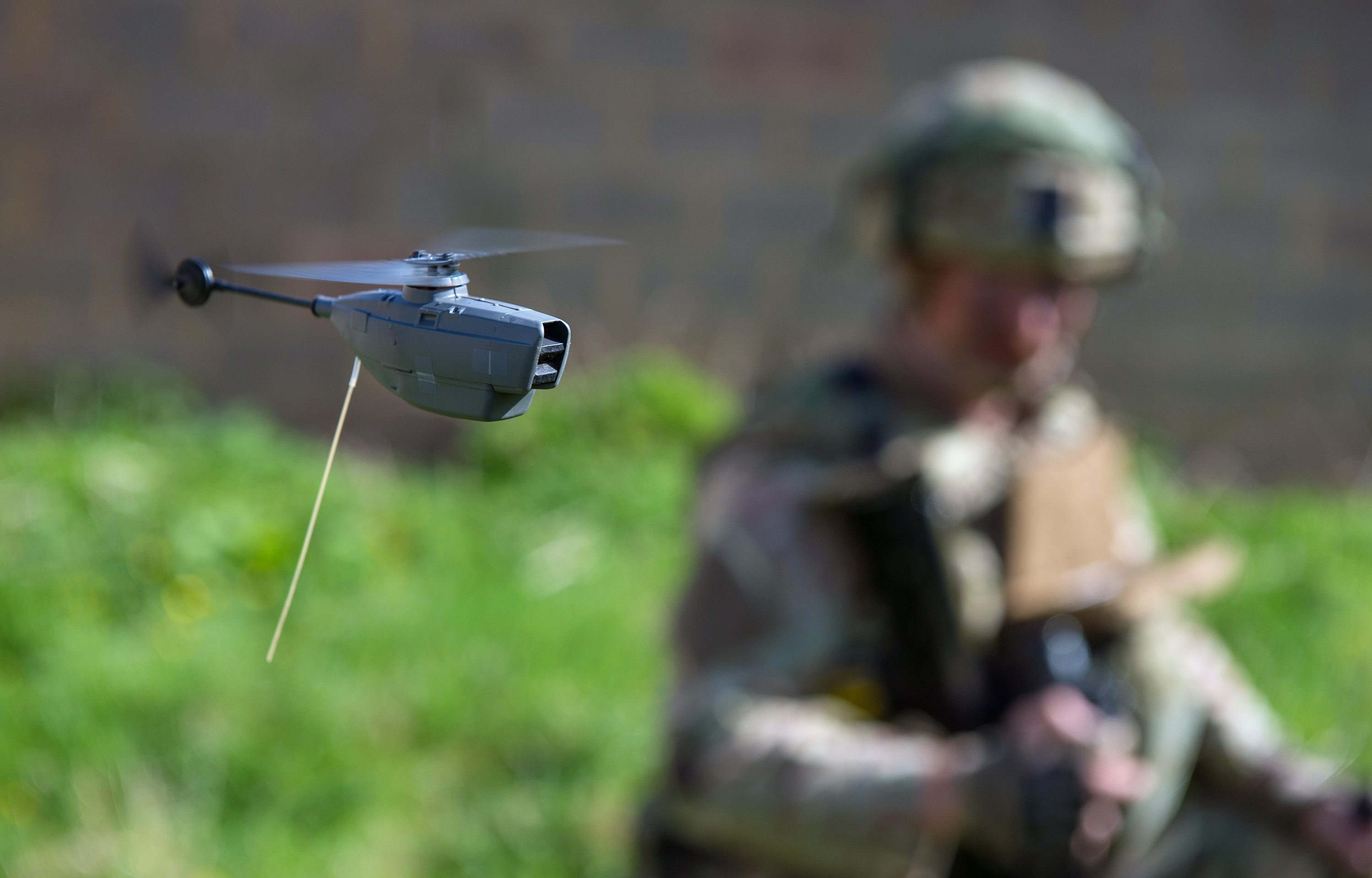
У польоті, показуючи свою антену

У жовтні 2023 на Куп'янському напрямку українські військові з підрозділу KRAKEN показали, як поводиться в бойових умовах найкрихітніший дрон.
В червні 2023 року два дрони були захоплені російським спецназом під час бою з українськими диверсантами в селі Нова Таволжанка Бєлгородської області.

## Характеристики
- Розмах ротора 120 мм;
- Маса 16 грамів (разом з камерою);
- Максимальна швидкість 10 м/с;
- Тривалість польоту до 25 хвилин;
- Цифрова лінія передачі даних перевищує 1000 метрів прямої видимості;
- GPS або візуальна навігація по відео;
- Автопілот з автономними і керованим режимами;
- Слідування заздалегідь розробленим маршрутам;
- Керовані електрооптичні камери;
- Онлайн відео і фотознімки[18].
- Вартість: $190 тис. (2016 р.)[19]

## На озброєнні
- Велика Британія: Британська армія[5]
- Норвегія: Збройні сили Норвегії[20]
- США: Корпус морської піхоти США[4]
- Австралія: Австралійська армія[21]
- Україна[12]
- Польща
- Німеччина
- Франція
- Алжир
- Ірландія
- Нідерланди
- Нова Зеландія
- Індія
- Туреччина
- Південно-Африканська Республіка
- Марокко
- Данія
- Малайзія
- Індонезія
- Іспанія